# Juancho Evertsz
Juan Miguel Gregorio Evertsz, més conegut com a Juancho Evertsz, (Curaçao, 1923 - Curaçao, 2008) fou un polític antillà, Primer Ministre de les Antilles Neerlandeses entre 1973 i 1977.
Fou un dels membres fundadors i líders del Partit Nacional del Poble, també conegut per l'abreviació, NVP. S'oposà obertament als plans de secessió d'Aruba de la resta d'Antilles Neerlandeses, com a entitat autònoma dins del Regne dels Països Baixos durant el seu mandat com a Primer Ministre. Everstz defensava que la separació d'Aruba comportaria la ruïna de la federació d'illes neerlandeses al Carib. Posteriorment, Aruba s'independitzà de les Antilles Neerlandeses l'any 1986, però restant dins del Regne dels Països Baixos.
S'enfrontà públicament amb el Primer Ministre dels Països Baixos Joop den Uyl i el Partit del Treball neerlandès quan proposaren la plena independència de les Antilles, projecte que Evertsz refusà vehementment.
Evertsz morí el 30 d'abril de 2008 a Curaçao, a l'edat de 85 anys, deixant a la seva esposa, dos fills (Dennis i Kenneth) i una filla (Sharline).